# Sage Kotsenburg
Sage Kotsenburg (Coeur d'Alene, 27 luglio 1993) è uno snowboarder statunitense.

## Biografia
Specialista di big air, halfpipe e slopestyle, ha esordito in Coppa del Mondo l'11 gennaio 2013 a Copper Mountain, negli Stati Uniti d'America, giungendo 17º nello slopestyle.
Ha partecipato ai XXII Giochi olimpici invernali di Soči 2014, occasione in cui ha conquistato la medaglia d'oro nello slopestyle. Durante la run decisiva per la vittoria esegue un "Holy Crail", manovra che non aveva mai tentato prima. Nel giugno 2017 l'atleta statunitense annuncia pubblicamente che non avrebbe difeso il titolo olimpico conquistato ai Giochi olimpici in Russia, dopo avere deciso di dedicare il resto della sua carriera allo snowboard backcountry e al filmare video di snowboard.

## Palmarès

### Olimpiadi
- 1 medaglia:
  - 1 oro (slopestyle a Soči 2014).

### Coppa del Mondo
- Miglior piazzamento nella Coppa del Mondo di snowboard freestyle: 38° nel 2013
- Miglior piazzamento nella Coppa del Mondo di slopestyle: 12° nel 2013.